# Лабзин, Алексей Анатольевич
Алексе́й Анато́льевич Лабзи́н (род. 7 декабря 1978 года, Видим, Нижнеилимский район, Иркутская область, СССР) — российский легкоатлет. Двукратный чемпион летних Паралимпийских игр 2012 года в Лондоне, трёхкратный серебряный призёр Паралимпийских игр, многократный чемпион мира, чемпион Европы. Заслуженный мастер спорта России.

## Биография
Родился и вырос в посёлке городского типа Видим, Нижнеилимского района, Иркутской области. С 25 лет занимается лёгкой атлетикой. В 2010 году, после смерти иркутского наставника Алексея — Владимира Протасова, переехал вместе с женой и двумя сыновьям в Уфу.

## Награды
- Орден Дружбы (30 сентября 2009) — за большой вклад в развитие физической культуры и спорта, высокие спортивные достижения на XIII Паралимпийских играх 2008 года в Пекине[2].
- Орден Почёта (10 сентября 2012 года) — за большой вклад в развитие физической культуры и спорта, высокие спортивные достижения на XIV Паралимпийских летних играх 2012 года в городе Лондоне (Великобритания)[3].
- Заслуженный мастер спорта России (2008).